# Selección de fútbol de la Guayana Francesa
La Selección de fútbol de la Guayana Francesa es el representativo deportivo de este Departamento de ultramar francés. Es controlada por la Ligue de Football de la Guyane Française, la cual es un miembro asociado a la Concacaf, pero no pertenece a la FIFA. 
Al tener un estatus de Departamento de ultramar francés, la asociación local de la Guayana Francesa no está asociada a la FIFA y por tanto no puede participar en la Copa Mundial de Fútbol. Sin embargo, los nacidos en la Guayana al ser ciudadanos franceses de pleno derecho pueden jugar en la selección de fútbol de Francia, destacando jugadores como Raoul Diagne, Bernard Lama (campeón mundial en 1998) y Florent Malouda (subcampeón mundial en 2006, aunque luego jugó con la selección francoguayanesa). Por otra parte, el equipo francoguayanés puede llamar jugadores del mismo origen pero que antes habían jugado con otras selecciones mayores, siempre que estas estén por fuera de la Concacaf. Esto se dio con el delantero Gabriel Pigrée, quien fuese miembro de la selección de Reunión tras llevar varios años en la liga reunionesa.
Por su ubicación geográfica, Guayana Francesa, como territorio sudamericano, debería estar afiliada a la Conmebol y no a la Concacaf. Pero al igual que sus pares de Guyana y Surinam, la diferencia deportiva con las otras selecciones de América del Sur conllevó a que pertenezca a la Concacaf.

## Historia
Guayana Francesa disputó su primer encuentro internacional ante su vecina de Surinam, en 1936, partido que acabó en una estrepitosa derrota en casa por 1-3. Tuvo que esperar la década de 1980 para disputar su primer torneo internacional, el Campeonato de la CFU 1983 (que organizó), certamen donde se ubicó en el 3° lugar.
Con el advenimiento de la Copa del Caribe en la década de 1990, Guayana Francesa se clasificó a la fase final de la edición de 1995 aunque perdió sus tres encuentros de la fase de grupos, siendo eliminada rápidamente. Diecisiete años después volvió a disputar una fase final durante la edición de 2012. Después de un arranque prometedor que le vio derrotar a Jamaica (campeón defensor del título) por 2-1, Guayana Francesa no pudo reeditar esa performance sucumbiendo ante Cuba (1-2) y Martinica (1-3) siendo nuevamente eliminada en la primera ronda.
En la Copa del Caribe de 2014 el equipo tuvo una muy buena actuación en el torneo logrando llegar hasta la fase final de la competición, donde logró empatar con Cuba perdió con Trinidad y Tobago y después conseguiría una victoria de 4:1 ante Curazao logrando conseguir el tercer puesto y clasificándose por primera vez al repechaje para la Copa de Oro de 2015 frente a Honduras. En el primer duelo lograron ganar por 3:1 pero cayeron inesperadamente en el partido de la vuelta por 3:0, Honduras logró conseguir la plaza con un marcador global de 4:3.
En la Copa del Caribe de 2016 el seleccionado daría su mejor participación histórica. Inició el torneo ganándole 3:0 a Cuba y perdiendo 2:1 con Bermudas pasando con lo justo a la segunda ronda donde perdieron 2:1 con República Dominicana y en su segundo duelo se enfrentaron de vuelta con Bermudas esta vez venciéndola por 3:0 logrando llegar otra vez a la fase final de la Copa del Caribe. En donde en dicha ronda vencieron por 1:0 a San Cristóbal y Nieves y para después en segundo encuentro poder conseguir una histórica victoria de 5:2 frente a Haití con lo cual logró clasificar por primera vez en su historia a la Copa de Oro de la Concacaf.
En la Copa de Oro de la Concacaf 2017 Guayana Francesa quedó encuadrada en el grupo A junto a los seleccionados de Canadá, Costa Rica y Honduras. Comenzaron debutando el día 7 de julio perdiendo 4:2 ante Canadá y en su segundo encuentro lograron empatar 0:0 con Honduras pero el encuentro se lo dieron por ganado a Honduras con un marcador de 3:0 debido a que Guayana Francesa alineó al jugador francés Florent Malouda quien no cumplía los requisitos de convocatoria con la selección. Y en su último duelo perdieron 3:0 con Costa Rica despidiendose definitivamente del torneo.
En 2019 inicia su participación en la Liga de Naciones de la Concacaf, accediendo a la Liga B. Tras quedar segundo en su grupo, disputó en 2021 las clasificatorias a la Copa Oro 2021, donde terminó cayendo por penales en el partido final ante Trinidad y Tobago.
Actualmente se encuentra disputando la Liga B de la Liga de Naciones, donde esta realizando una espléndida campaña que lo está clasificando al momento a la Copa Oro 2023 y en ascenso a la Liga A.

## Indumentaria
La Guayana Francesa actualmente viste con una camiseta amarilla con detalles en verde, pantalón azul, y medias verdes o amarillas, mientras que su uniforme alternativo consta de una camiseta verde, pantalón verde o amarillo y las medias también varían entre verde o amarillo.

### Proveedores
| Periodo       | Proveedor     |
| 2016-2023     | Nike          |
| 2024-presente | Ballers Pride |

## Últimos partidos y próximos encuentros
Actualizado al último partido jugado el 19 de noviembre de 2024
| Fecha      | Ciudad          | Local              | Resultado | Visitante          | Competición                  |
| ---------- | --------------- | ------------------ | --------- | ------------------ | ---------------------------- |
| 08-09-2023 | Devonshire      | Bermudas           | 0:0       | Guayana Francesa   | Liga Naciones Concacaf 23/24 |
| 12-09-2023 | Remire-Montjoly | Guayana Francesa   | 0:2       | Belice             | Liga Naciones Concacaf 23/24 |
| 13-10-2023 | Kingstown       | San Vicente y Grn. | 1:4       | Guayana Francesa   | Liga Naciones Concacaf 23/24 |
| 17-10-2023 | Fort-de-France  | Guayana Francesa   | 3:2       | San Vicente y Grn. | Liga Naciones Concacaf 23/24 |
| 17-11-2023 | Belmopán        | Belice             | 1:0       | Guayana Francesa   | Liga Naciones Concacaf 23/24 |
| 21-11-2023 | Fort-de-France  | Guayana Francesa   | 3:0       | Bermudas           | Liga Naciones Concacaf 23/24 |
| 23-03-2024 | Cayena          | Guayana Francesa   | 1:1       | Haití              | Partido amistoso             |
| 06-09-2024 | Remire-Montjoly | Guayana Francesa   | 0:1       | Nicaragua          | Liga Naciones Concacaf 24/25 |
| 10-09-2024 | Bacolet         | Trinidad y Tobago  | 0:0       | Guayana Francesa   | Liga Naciones Concacaf 24/25 |
| 10-10-2024 | Sinnamary       | Guayana Francesa   | 2:3       | Honduras           | Liga Naciones Concacaf 24/25 |
| 14-10-2024 | Managua         | Nicaragua          | 3:2       | Guayana Francesa   | Liga Naciones Concacaf 24/25 |
| 14-11-2024 | Belmopán        | Belice             | 2:1       | Guayana Francesa   | Clasificación Copa Oro 2025  |
| 19-11-2024 | Paramaribo      | Guayana Francesa   | 2:2       | Belice             | Clasificación Copa Oro 2025  |

## Estadísticas

### Copa de Oro de la Concacaf
| Copa de Oro de la Concacaf | Copa de Oro de la Concacaf | Copa de Oro de la Concacaf | Copa de Oro de la Concacaf | Copa de Oro de la Concacaf | Copa de Oro de la Concacaf | Copa de Oro de la Concacaf | Copa de Oro de la Concacaf |
| Año                        | Ronda                      | J                          | G                          | E                          | P                          | GF                         | GC                         |
| -------------------------- | -------------------------- | -------------------------- | -------------------------- | -------------------------- | -------------------------- | -------------------------- | -------------------------- |
| 1963 - 1989                | No participó               | No participó               | No participó               | No participó               | No participó               | No participó               | No participó               |
| 1991                       | No clasificó               | No clasificó               | No clasificó               | No clasificó               | No clasificó               | No clasificó               | No clasificó               |
| 1993                       | No clasificó               | No clasificó               | No clasificó               | No clasificó               | No clasificó               | No clasificó               | No clasificó               |
| 1996                       | No clasificó               | No clasificó               | No clasificó               | No clasificó               | No clasificó               | No clasificó               | No clasificó               |
| 1998                       | No clasificó               | No clasificó               | No clasificó               | No clasificó               | No clasificó               | No clasificó               | No clasificó               |
| 2000                       | No clasificó               | No clasificó               | No clasificó               | No clasificó               | No clasificó               | No clasificó               | No clasificó               |
| 2002                       | No participó               | No participó               | No participó               | No participó               | No participó               | No participó               | No participó               |
| 2003                       | No participó               | No participó               | No participó               | No participó               | No participó               | No participó               | No participó               |
| 2005                       | No clasificó               | No clasificó               | No clasificó               | No clasificó               | No clasificó               | No clasificó               | No clasificó               |
| 2007                       | No participó               | No participó               | No participó               | No participó               | No participó               | No participó               | No participó               |
| 2009                       | No participó               | No participó               | No participó               | No participó               | No participó               | No participó               | No participó               |
| 2011                       | No participó               | No participó               | No participó               | No participó               | No participó               | No participó               | No participó               |
| 2013                       | No clasificó               | No clasificó               | No clasificó               | No clasificó               | No clasificó               | No clasificó               | No clasificó               |
| 2015                       | No clasificó               | No clasificó               | No clasificó               | No clasificó               | No clasificó               | No clasificó               | No clasificó               |
| 2017                       | Fase de grupos             | 3                          | 0                          | 0                          | 3                          | 2                          | 10                         |
| 2019                       | No clasificó               | No clasificó               | No clasificó               | No clasificó               | No clasificó               | No clasificó               | No clasificó               |
| 2021                       | No clasificó               | No clasificó               | No clasificó               | No clasificó               | No clasificó               | No clasificó               | No clasificó               |
| 2023                       | No clasificó               | No clasificó               | No clasificó               | No clasificó               | No clasificó               | No clasificó               | No clasificó               |
| 2025                       | No clasificó               | No clasificó               | No clasificó               | No clasificó               | No clasificó               | No clasificó               | No clasificó               |
| Total                      | 1/28                       | 3                          | 0                          | 0                          | 3                          | 2                          | 10                         |

### Liga de Naciones de la Concacaf
| Liga de Naciones de la Concacaf | Liga de Naciones de la Concacaf | Liga de Naciones de la Concacaf | Liga de Naciones de la Concacaf | Liga de Naciones de la Concacaf | Liga de Naciones de la Concacaf | Liga de Naciones de la Concacaf | Liga de Naciones de la Concacaf | Liga de Naciones de la Concacaf | Liga de Naciones de la Concacaf |
| Año                             | L                               | G                               | Ronda                           | J                               | G                               | E                               | P                               | GF                              | GC                              |
| ------------------------------- | ------------------------------- | ------------------------------- | ------------------------------- | ------------------------------- | ------------------------------- | ------------------------------- | ------------------------------- | ------------------------------- | ------------------------------- |
| 2019-20                         | B                               | A                               | Segundo lugar                   | 6                               | 2                               | 2                               | 2                               | 8                               | 6                               |
| 2022-23                         | B                               | D                               | Segundo lugar                   | 6                               | 3                               | 2                               | 1                               | 8                               | 8                               |
| 2023-24                         | B                               | C                               | Primer lugar                    | 6                               | 3                               | 1                               | 2                               | 10                              | 6                               |
| 2024-25                         | A                               | B                               | Sexto lugar                     | 4                               | 0                               | 1                               | 3                               | 4                               | 7                               |
| Total                           | Total                           | Total                           | 4/4                             | 22                              | 8                               | 6                               | 8                               | 30                              | 27                              |

## Torneos regionales de la CFU

### Copa de Naciones de la CFU
| Copa de Naciones de la CFU | Copa de Naciones de la CFU | Copa de Naciones de la CFU | Copa de Naciones de la CFU | Copa de Naciones de la CFU | Copa de Naciones de la CFU | Copa de Naciones de la CFU | Copa de Naciones de la CFU |
| Año                        | Ronda                      | J                          | G                          | E                          | P                          | GF                         | GC                         |
| -------------------------- | -------------------------- | -------------------------- | -------------------------- | -------------------------- | -------------------------- | -------------------------- | -------------------------- |
| 1978                       | No clasificó               | No clasificó               | No clasificó               | No clasificó               | No clasificó               | No clasificó               | No clasificó               |
| 1979                       | No participó               | No participó               | No participó               | No participó               | No participó               | No participó               | No participó               |
| 1981                       | No clasificó               | No clasificó               | No clasificó               | No clasificó               | No clasificó               | No clasificó               | No clasificó               |
| 1983                       | Tercer lugar               | 3                          | 1                          | 1                          | 1                          | 1                          | 1                          |
| 1985                       | No clasificó               | No clasificó               | No clasificó               | No clasificó               | No clasificó               | No clasificó               | No clasificó               |
| 1988                       | No clasificó               | No clasificó               | No clasificó               | No clasificó               | No clasificó               | No clasificó               | No clasificó               |
| Total                      | 1/6                        | 3                          | 1                          | 1                          | 1                          | 1                          | 1                          |

### Copa del Caribe
| Copa del Caribe | Copa del Caribe | Copa del Caribe | Copa del Caribe | Copa del Caribe | Copa del Caribe | Copa del Caribe | Copa del Caribe |
| Año             | Ronda           | J               | G               | E               | P               | GF              | GC              |
| --------------- | --------------- | --------------- | --------------- | --------------- | --------------- | --------------- | --------------- |
| 1989            | No clasificó    | No clasificó    | No clasificó    | No clasificó    | No clasificó    | No clasificó    | No clasificó    |
| 1990            | No clasificó    | No clasificó    | No clasificó    | No clasificó    | No clasificó    | No clasificó    | No clasificó    |
| 1991            | No clasificó    | No clasificó    | No clasificó    | No clasificó    | No clasificó    | No clasificó    | No clasificó    |
| 1992            | No clasificó    | No clasificó    | No clasificó    | No clasificó    | No clasificó    | No clasificó    | No clasificó    |
| 1993            | No clasificó    | No clasificó    | No clasificó    | No clasificó    | No clasificó    | No clasificó    | No clasificó    |
| 1994            | No clasificó    | No clasificó    | No clasificó    | No clasificó    | No clasificó    | No clasificó    | No clasificó    |
| 1995            | Fase de grupos  | 6               | 1               | 1               | 4               | 9               | 11              |
| 1996            | No clasificó    | No clasificó    | No clasificó    | No clasificó    | No clasificó    | No clasificó    | No clasificó    |
| 1997            | No clasificó    | No clasificó    | No clasificó    | No clasificó    | No clasificó    | No clasificó    | No clasificó    |
| 1998            | No clasificó    | No clasificó    | No clasificó    | No clasificó    | No clasificó    | No clasificó    | No clasificó    |
| 1999            | Se retiró       | Se retiró       | Se retiró       | Se retiró       | Se retiró       | Se retiró       | Se retiró       |
| 2001            | No participó    | No participó    | No participó    | No participó    | No participó    | No participó    | No participó    |
| 2005            | No clasificó    | No clasificó    | No clasificó    | No clasificó    | No clasificó    | No clasificó    | No clasificó    |
| 2007            | No participó    | No participó    | No participó    | No participó    | No participó    | No participó    | No participó    |
| 2008            | No participó    | No participó    | No participó    | No participó    | No participó    | No participó    | No participó    |
| 2010            | No participó    | No participó    | No participó    | No participó    | No participó    | No participó    | No participó    |
| 2012            | Fase de grupos  | 3               | 1               | 0               | 2               | 4               | 6               |
| 2014            | Fase de grupos  | 3               | 1               | 1               | 1               | 7               | 6               |
| 2016            | Tercer lugar    | 2               | 1               | 1               | 0               | 2               | 1               |
| Total           | 4/19            | 14              | 4               | 3               | 7               | 22              | 24              |

## Récord ante otras selecciones
Actualizado al 19 de noviembre de 2024.
 Positivo 
 Neutral 
 Negativo 
| Rival                        | J   | G  | E  | P  | GF  | GC  | DIF |
| ---------------------------- | --- | -- | -- | -- | --- | --- | --- |
| Anguila                      | 2   | 2  | 0  | 0  | 9   | 1   | +8  |
| Aruba                        | 4   | 3  | 0  | 1  | 8   | 1   | +7  |
| Antigua y Barbuda            | 3   | 2  | 0  | 1  | 4   | 3   | +1  |
| Barbados                     | 2   | 2  | 0  | 0  | 5   | 0   | +5  |
| Belice                       | 7   | 2  | 2  | 3  | 7   | 8   | −1  |
| Bermudas                     | 5   | 2  | 1  | 2  | 7   | 3   | +4  |
| Islas Vírgenes Británicas    | 1   | 1  | 0  | 0  | 6   | 0   | +6  |
| Canadá                       | 2   | 0  | 0  | 2  | 3   | 8   | −5  |
| Islas Caimán                 | 1   | 0  | 0  | 1  | 0   | 1   | −1  |
| Costa Rica                   | 1   | 0  | 0  | 1  | 0   | 3   | −3  |
| Cuba                         | 4   | 2  | 1  | 1  | 8   | 3   | +5  |
| Curazao                      | 4   | 2  | 1  | 1  | 9   | 4   | +5  |
| Dominica                     | 2   | 1  | 1  | 0  | 5   | 1   | +4  |
| República Dominicana         | 3   | 1  | 1  | 1  | 5   | 5   | 0   |
| Granada                      | 4   | 0  | 3  | 1  | 2   | 3   | −1  |
| Guadalupe                    | 14  | 4  | 2  | 8  | 21  | 32  | −11 |
| Guatemala                    | 2   | 1  | 0  | 1  | 2   | 4   | −2  |
| Guyana                       | 12  | 4  | 3  | 5  | 16  | 19  | −3  |
| Haití                        | 5   | 2  | 2  | 1  | 10  | 7   | +3  |
| Honduras                     | 4   | 1  | 1  | 2  | 5   | 7   | −2  |
| Jamaica                      | 4   | 1  | 2  | 1  | 3   | 7   | −4  |
| Martinica                    | 16  | 3  | 3  | 10 | 15  | 29  | −14 |
| Mayotte                      | 2   | 1  | 1  | 0  | 6   | 4   | +2  |
| Nicaragua                    | 2   | 0  | 0  | 2  | 2   | 4   | −2  |
| Puerto Rico                  | 1   | 1  | 0  | 0  | 2   | 1   | +1  |
| Reunión                      | 4   | 0  | 1  | 3  | 0   | 5   | −5  |
| Surinam                      | 45  | 7  | 9  | 29 | 53  | 101 | −48 |
| San Cristóbal y Nieves       | 7   | 3  | 2  | 2  | 11  | 7   | +4  |
| San Pedro y Miquelón         | 2   | 2  | 0  | 0  | 18  | 1   | +17 |
| San Vicente y las Granadinas | 5   | 2  | 1  | 2  | 10  | 9   | +1  |
| Sint Maarten                 | 1   | 1  | 0  | 0  | 4   | 1   | +3  |
| Tahití                       | 1   | 1  | 0  | 0  | 2   | 1   | +1  |
| Trinidad y Tobago            | 9   | 1  | 3  | 5  | 11  | 20  | −9  |
| Islas Turcas y Caicos        | 1   | 1  | 0  | 0  | 6   | 0   | +6  |
| Total                        | 182 | 56 | 40 | 86 | 275 | 303 | −28 |

## Jugadores

### Última convocatoria
Lista de 23 jugadores para disputar la Copa Oro de la Concacaf 2021 .
| No. | Pos. | Jugador                 | Fecha de nacimiento (edad)         | Apa. | Goles | Club                     |
| --- | ---- | ----------------------- | ---------------------------------- | ---- | ----- | ------------------------ |
| 1   | POR  | Simon Lugier            | 2 de agosto de 1989 (35 años)      | 6    | 0     | US Boulogne              |
| 23  | POR  | Jean-Banuel Petit-Homme | 10 de agosto de 1990 (34 años)     | 6    | 0     | Le Geldar                |
| 22  | POR  | Noha Pulcherie          | 19 de junio de 2001 (24 años)      | 0    | 0     | SC Bastia                |
|     |      |                         |                                    |      |       |                          |
| 3   | DEF  | Marvin Torvic           | 5 de enero de 1988 (37 años)       | 31   | 1     | ASC Le Geldar            |
| 14  | DEF  | Grégory Lescot          | 10 de mayo de 1989 (36 años)       | 23   | 0     | OC Vannes                |
| 12  | DEF  | Gary Marigard           | 6 de enero de 1988 (37 años)       | 19   | 0     | Iris Club de Croix       |
| 10  | DEF  | Ludovic Baal            | 25 de mayo de 1986 (39 años)       | 13   | 3     | Brest                    |
| 5   | DEF  | Dylan Adam              | 7 de noviembre de 1998 (26 años)   | 12   | 0     | Étoile Matoury           |
| 4   | DEF  | Alain Mogès             | 22 de junio de 1992 (33 años)      | 8    | 0     | Angoulême                |
| 2   | DEF  | Inrick Baal             | 10 de febrero de 1992 (33 años)    | 7    | 0     | CSC de Cayenne           |
| 13  | DEF  | Teddy Adaoude           | 5 de febrero de 1997 (28 años)     | 1    | 0     | Étoile Matoury           |
|     |      |                         |                                    |      |       |                          |
| 8   | MED  | Rhudy Evens             | 13 de febrero de 1988 (37 años)    | 57   | 7     | ASC Le Geldar            |
| 6   | MED  | Kévin Rimane            | 23 de febrero de 1991 (34 años)    | 23   | 2     | FC Hermannstadt          |
| 15  | MED  | Miguel Haabo            | 1 de septiembre de 1990 (34 años)  | 21   | 2     | Étoile Matoury           |
| 20  | MED  | Marc Edwige             | 26 de septiembre de 1986 (38 años) | 20   | 1     | CSC de Cayenne           |
| 18  | MED  | Jessy Marigard          | 22 de octubre de 1992 (32 años)    | 6    | 2     | R.F.C. Tournai           |
| 17  | MED  | Thomas Vancaeyezeele    | 27 de julio de 1994 (30 años)      | 6    | 0     | Birmingham Legion        |
| 7   | MED  | Régis Léveillé          | 10 de agosto de 1994 (30 años)     | 4    | 0     | Tulle Football           |
|     |      |                         |                                    |      |       |                          |
| 11  | DEL  | Arnold Abelinti         | 9 de septiembre de 1991 (33 años)  | 12   | 4     | SO Romorantin            |
| 21  | DEL  | Alex Éric               | 21 de septiembre de 1990 (34 años) | 12   | 2     | Matoury                  |
| 9   | DEL  | Sloan Privat            | 24 de julio de 1989 (35 años)      | 9    | 7     | Bourg-en-Bresse Péronnas |
| 16  | DEL  | Carino Atchaliso        | 14 de febrero de 1992 (33 años)    | 3    | 0     | FC Suze-sur-Sarthe       |
| 19  | DEL  | Calvin Soga             | 18 de enero de 1995 (30 años)      | 3    | 0     | Saint-Georges            |

## Entrenadores
- Marie-Rose Carême (2004-05)
- Ghislain Zulémaro (2008-10)
- Steeve Falgayrettes[n 2] (2011-12)
- François Louis-Marie & Hubert Contout (2012-13)
- Jaïr Karam & Marie-Rose Carême (2013-2018)
- Thierry De Neef (2018-2022)
- Jean-Claude Darcheville (2022-Act)